# ديزموند تشايلد
ديزموند تشايلد (بالإنجليزية: Desmond Child؛ بالمجرية: Desmond Child) هو منتج أسطوانات وملحن وكاتب أغاني ومغني وموسيقي مجري وأمريكي، ولد في 28 أكتوبر 1953 في غينزفيل في الولايات المتحدة.

## وصلات خارجية
- الموقع الرسمي
- ديزموند تشايلد على موقع IMDb (الإنجليزية)
- ديزموند تشايلد على موقع روتن توميتوز (الإنجليزية)
- ديزموند تشايلد على موقع ميوزك برينز (الإنجليزية)
- ديزموند تشايلد على موقع قاعدة بيانات برودواي على الإنترنت (الإنجليزية)
- ديزموند تشايلد على موقع أول ميوزيك (الإنجليزية)
- ديزموند تشايلد على موقع ديسكوغز (الإنجليزية)
- ديزموند تشايلد على موقع قاعدة بيانات الفيلم (الإنجليزية)